# لغة نوبين

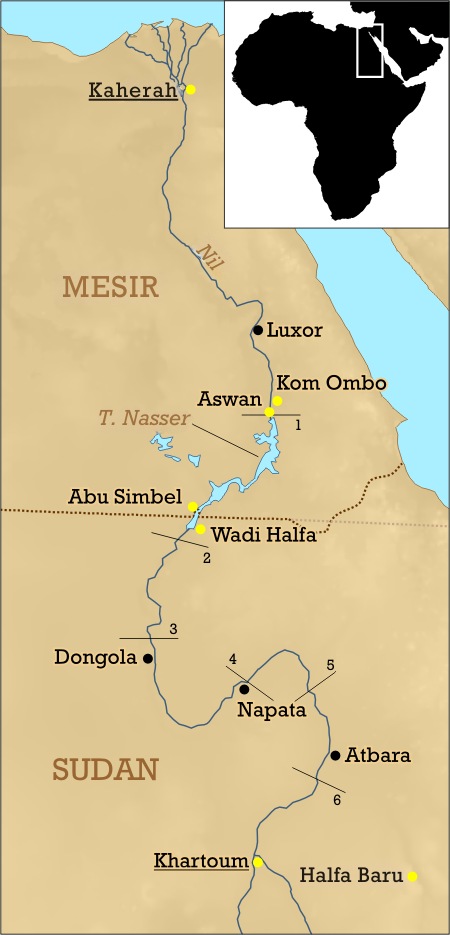
توزيع المجتمعات الناطقة باللغة النوبية

لغة نوبين (بالنوبين : Nobiin Tame)، وهي إحدى اللغات المستخدمة في جنوب مصر وشمال السودان، ويستخدمها المحس والسَكُّوت والدناقلة والحلفاويين في السودان والفاديجا والكنوز في مصر، وتعتبر اللغة النوبية القديمة الأم المباشرة للغة نوبين.

## خصائصها
من خصائص لغة نوبين أنها تعتمد على الدلالات أكثر من اعتمادها على المعاني. والمفردة النوبية تعبر بحسها وذاتها عن المعنى المراد التوصل إليه
- واللغة النوبية من اللغات التي اختصت باستخدام حرفين فقط في تكوين مفرداتها. (فق) (مق) (كج)
- وأكثر المفردات المتقاربة في حروفها تكون ذات علاقة حسية أو معنوية تؤكد وجود علاقة قائمة ً
- هنالك فلسفة خاصة في تصريف المفردات النوبية حيث تأخذ المفردة أشكالا عدة بالحركة فبدخول حروف متحركة للمفردة تتغير الدلالة وتنتج معاني مختلفة
- اللغة النوبية لا تعرف التذكير والتأنيث. فلا يمكن التفريق فيها بين المذكر والمؤنث. فنقول في مثل : جاء الولد (تود تارون) تود تعني ولد وفي جاءت البنت (برو تارون) برو تعني بنت فالملاحظ هنا أن تارون أو تاكون والتي تعني جاء بالعربية لم تلحقها أي أداة للتأنيث يجعلها تتميز عن المذكر عند الحديث عن البنت المؤنثة. وهكذا لا نلحظ أي اختلاف في الفعل (تارون)(تاكون) في الاستعمالين أو مثال المذكر ومثال المؤنث. إذاً فالنوبية لغة لا تفرق بين المذكر والمؤنث
- اللغة النوبية خالية من أداة التثنية وبالتالي فهي لغة لا تعرف المثنى فليس فيها أداة متصلة يمكن إلصاقها بالاسم لتدلنا على التثنية. وعليه لا نجد في النوبية مثالاً كالمثال العربي جاء الرجلان.
- النوبية تجعل الاسم مثناً بإضافة لفظ (أووي) أي اثنين بعد الاسم المراد تثنيته فنقول في حضر الرجلان (إد أوي تاجسن). فالملاحظ هنا أن كلمة (إد) أو(اقج) وتعني (رجل) لم يطرأ عليه أي تغيير فهي تدل على المفرد إلا أن دخول كلمة(أووي) هي التي جعلت من مثنى.
- يمكن في النوبية جمع العدد واحد ليعبر به كثرة (ويكو بجسن) فهنا جُمع العدد واحد وهو وي ليصبح ويكو أي واحدين وهو أمر مخالف للعربية فيما نرى. وقد رد بعض الدارسين جمع العدد واحد إلى واحدين في العامية السودانية للتعبير به عن الكثرة مرده تأثر العامية السودانية ببعض التراكيب النوبية.
- الأصل في اللغة النوبية تقديم الفاعل على فعله بعكس اللغة العربية التي الأصل فيها تقديم الفعل على الفاعل، فنقول محمد كبن (محمد أكل) - (محمد كبك كبن) (محمد أكل الأكل) في المثال الأول نجد الفاعل + الفعل وفي المثال الثاني نجد الفاعل +المفعول به +الفعل. (الجملة الفعلية).
- اللغة النوبية تخلو من أداة التعريف ولذا كل الأسماء في النوبية معرفة ما لم يلحق بآخرها أداة التنكير وهي (وي) (وير) وتعني واحد و(ويكو) (ويري) واحدين في حالة الجمع.
- اللغة النوبية من اللغات التي يمكن أن يتغير معناها تبعاً لإضافة مقطع في بدئها أو في جزعها (اللغات الكاسعة). وذلك على مثال ما جاء في العربية.

## التشكيل والحركة ودلالاته
كما للمفردات النوبية دلالات أيضا لتشكيل دلالات. ولنا أن نبين كيف تعامل النوبي مع الحروف ومواقع التشكيل.(قياسا بالعربية) نجد أن النوبي يعتمد على تشكيل أول حرف في المفردة (في العربية آخرها) وهنالك من الأدوات ما يقابل الفتحة والكسرة والضمة.
- الفتحة (الإعزاز) تعني الاعتزاز بالشيء فإذا نصب النوبي أول حرف في الكلمة دل على الخصوصية فمثلا كلمة ( أي) دلالة يسوقها المتحدث عن نفسه وتعني أنا وكذلك أني (خاصتي) حيث تحس من نبرات المتحدث جملة من الإعزاز والاعتزاز.
- أما الكسرة (الغيرية)  فتعني عدم التملك ويُخاطب به الغير (إر) أنت و(إنيه) خاصتك. فلا تجد في صوت المتحدث تلك النبرات، بل هي أقرب إلى الانكسار وتدل على أن ملكية الشيء عائدة للغير!!.
- الضمة(الشيوع)  فتفيد الجمع وشيوع التملك. فالبدء بحرف مضموم يفيد بأن ملكيتها مشاعة أو مشتركة. ومثال ذلك واضح في (اُني) وتعني خاصتكم.
- أما في حالة الاستفهام الذي لا يؤكد أو ينفي الملكية - فتأتي بكسرة منتهية بما يقارب حرف الهاء في آخر المفردة، ولا تؤثر أو تُغير في الحركة الأصلية السابقة الآتية بدلالة معينة. ومثال ذلك في(إنليه) وتعني أهي خاصتك ؟ فهي مكسورة في أولها. وإذا أتت بالضمة (اُنليه) أهي خاصتكم ؟ للجمع. فنلاحظ أن الحركات الأصلية (الغيرية والشيوع (الكسرة والضمة) باقية في أول الكلمة بدلالاتها.
- أما إذا أتت لتدل مشاركة المتحدث في الملكية تُمد حركة الحرف الأول (اُونلى) وكأن المد استعاضة عن (الفتحة). أما (الواو) مد طبيعي للضمة، وإذا أتت في هذا السياق تؤكد الشيوع في المشاركة - كما في (أنو) الجد.

## إطلاق الأسماء والتوليد والاستنباط
- الاستباط والتركيب والتوليد

ولأن اللغة النوبية تعتمد على الدلالة كان من السهل لها أن تواكب المستجدات وتجد أسماء ملائمة لأغلب الأدوات والآلات مستنبطة من واقع أدائها. كما أنها لم تعجز عن توليد مرادفات لأسماء كثيرة.
- فلسفة إطلاق الأسماء

للنوبيين فلسفتهم الخاصة في إطلاق الأسماء. فلنا أن نقف عند أسماء أفراد الأسرة لنتلمس مكانة الأم. فبها أو باشتقاق من اسمها سمي الابن والأخ والأخت والخال وأغلب أسماء أفراد الأسرة.

## الأحرف النوبية
| الأبجدية النوبية | الأبجدية العربية | طريقة اللفظ     |
| A                | أ                | alfa الفا       |
| بيتا (حرف)       | ب                | beta بيتا       |
| غاما             | ق                | kama قاما       |
| دلتا (حرف)       | د                | delta دلتا      |
| Є                | سكون             | abslon ابسلون   |
| \|               | كسرة             | yta يوتا        |
| Ï                | ي                | bata باتا       |
| K                | ك                | kba كبا         |
| لامدا            | ل                | lmda لمدا       |
| M                | م                | me مي           |
| N                | ن                | ne ني           |
| O                | ضمة              | omekron أميكرون |
| Oy               | ضمة مشددة        | - -             |
| رو (حرف)         | ر                | ro رو           |
| С                | س                | segma سيجما     |
| T                | ت                | tao تاو         |
| فاي (حرف)        | ضمة مشددة        | fe في           |
| أوميغا           | ر                | omega اميجا     |
| ẉ                | ص                | shy شاي         |
| Z                | ه                | hory هوري       |
| دلتا (حرف)       | ج                | guy جاي         |
| سيغما            | تش               | ch تشاي         |
| ғ                | نق               | ng نقاي         |

## مواقف تاريخية
تم استخدام اللغة النوبية في مصر من خلال خطة الخداع الاستراتيجية في حرب أكتوبر 1973 م، وكان الاقتراح لإستخدام هذه اللغة كلغة تواصل بين العناصر في سيناء مع قيادة الجيش من قبل الصول النوبي أحمد إدريس والتي حظيت بموافقة الرئيس السادات حينها.

## مواقع
- اللغة النوبية
- اللغة النوبية
- قصتي مع الحرف النوبي

## كتب
- اللغة النوبية كيف نكتبها؟، محمد مختار خليل كبارة، مركز الدراسات النوبية والتوثيق، القاهرة، 1997.
- اقرأ باللغة النوبية (Nobîn nog gery)، محمد متولي بدر. معهد الدراسات الإفريقية والآسيوية، جامعة الخرطوم.